# Wookey
Wookey – wieś w Anglii, w hrabstwie Somerset, w dystrykcie (unitary authority) Somerset. Leży 28 km na południe od miasta Bristol i 182 km na zachód od Londynu. W 2001 miejscowość liczyła 1249 mieszkańców.